# Индохиусы
Индохиусы (лат. Indohyus, от др.-греч. Ἰνδο- +ὗς, буквально: индийская свинья) — род вымерших парнокопытных из семейства Raoellidae клады Cetaceomorpha, обитавших в эоцене (около 48 млн лет назад) на Индийском субконтиненте. Полный скелет индохиуса был найден в 2007 году в Кашмире, после исследований было высказано предположение о том, что раоэллиды являются морфологически связующим звеном между наземными млекопитающими и китообразными. Размер индохиуса соответствовал размеру енота, а внешне он напоминал живущих ныне в Африке оленьковых. Утолщённая зонтичная кость (involucrum), относящаяся к области среднего уха, является главной особенностью, говорящей о близком родстве китообразных и индохиуса, так как среди современных животных этот признак встречается только у китообразных. Схожим является также строение зубов.
Несмотря на подтверждаемое молекулярными данными родство между бегемотовыми и китообразными, между ними существовал большой временной и географический разрыв. Первые киты обитали у берегов современного Пакистана, а первые бегемоты — в Африке. Открытие индохиуса в Индии доказывает его родство с китообразными.
Предполагается, что индохиус прятался в водной среде от хищников и был растительноядным, о чём свидетельствует строение и химический состав зубов. Рыба и мясо стали входить в пищу китообразных намного позже.